# Апшеронський економічний район

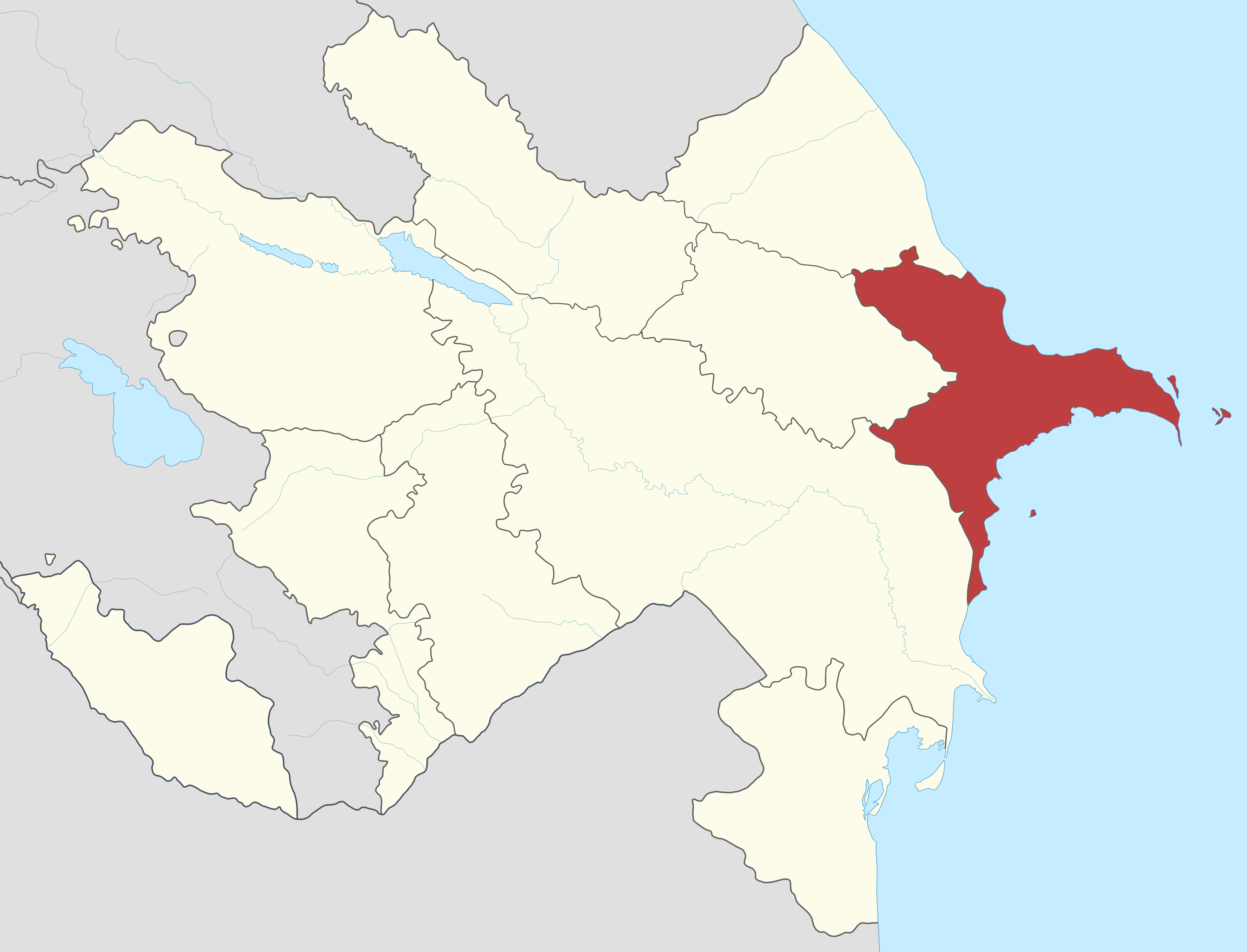
Карта Азербайджану, на якій позначено Апшеронський економічний район (зафарбований помаранчевим)

Апшеронський економічний район (азерб. Abşeron iqtisadi rayonu) — один з економічних районів Азербайджану. Включає Апшеронський і Хизинський адміністративні райони, міста Баку (іноді виділяється окремо) і Сумгаїт.
Площа (з Баку) — 5870 км2 становить 7 % від загальної площі республіки, без Баку — 3730 км2. Населення без Баку — 551,8 тис. осіб на початок 2015 року, з Баку — 2756 тис. осіб на початок 2015 року.
Даний економічний район — головна паливно-енергетична база країни, на нього припадає значна частина нафти і газу, що видобуваються в країні, виробництва електроенергії.
Видобуток: нафта і газ.
Виробництво: розвинута нафтохімічна і хімічна, важка промисловість, чорна і кольорова металургія, енергетика, машинобудування, хімічна, легка і харчова промисловість, будівельна промисловість, транспортна інфраструктура та сфера послуг.
Галузі сільського господарства: молочно-м'ясне тваринництво, птахівництво, вівчарство, приміські господарства з овочівництвом, садівництвом, виноградарством, квітникарством і сухим субтропічним плодівництвом. Особливі агрокліматичні ресурси району дозволяють вирощувати маслини, шафран, фісташки, мигдаль, інжир, сорти винограду аг шани та гара шани, кавуни.